# Ricaurte (ort i Colombia, Cundinamarca, lat 4,28, long -74,76)
Ricaurte är en ort i Colombia.   Den ligger i departementet Cundinamarca, i den centrala delen av landet, 80 km väster om huvudstaden Bogotá. Ricaurte ligger 283 meter över havet och antalet invånare är 2 682.
Terrängen runt Ricaurte är kuperad österut, men västerut är den platt. Runt Ricaurte är det ganska glesbefolkat, med 45 invånare per kvadratkilometer. Närmaste större samhälle är Girardot City, 5,2 km väster om Ricaurte. Omgivningarna runt Ricaurte är en mosaik av jordbruksmark och naturlig växtlighet.